# Морачево (Лещинський повіт)
Морачево (пол. Moraczewo, нім. Lindenau) — село в Польщі, у гміні Ридзина Лещинського повіту Великопольського воєводства.
Населення — 406 осіб (2011).
У 1975-1998 роках село належало до Лешненського воєводства.

## Демографія
Демографічна структура станом на 31 березня 2011 року:
|          | Загалом | Допрацездатний вік | Працездатний вік | Постпрацездатний вік |
| -------- | ------- | ------------------ | ---------------- | -------------------- |
| Чоловіки | 195     | 49                 | 131              | 15                   |
| Жінки    | 211     | 52                 | 123              | 36                   |
| Разом    | 406     | 101                | 254              | 51                   |